# Euphyia polyxantha
Euphyia polyxantha är en fjärilsart som beskrevs av Edward Meyrick 1891. Euphyia polyxantha ingår i släktet Euphyia och familjen mätare. Inga underarter finns listade i Catalogue of Life.